# 알리시아 라이너
얼리시아 라이너(Alysia Reiner, 1970년 7월 21일 ~ )는 미국의 배우, 제작자이다.

## 출연 작품
- 에그 (2018)
- 에쿼티 (2016)
- 더 네트워커 (2015)
- 노 레팅 고 (2014)
- Fort Tilden (2014)
- 켈리 & 칼 (2014)
- 브루클린의 멋진 주말 (2014)
- 백워즈 (2012)
- 비셔스 카인드 (2009)
- 중매보다 연애 (2007)
- 온 라스트 씽 (2005)
- 쓰리 바디 프라브럼 (2004)
- 사이드웨이 (2004)
- 이브의 아름다운 키스 (2001)

### 텔레비전
- 로앤오더 (1999-2010)
- 오렌지 이즈 더 뉴 블랙 (2013-19)